# Toronto Film Critics Association Awards 2016
20. ročník předávání cen asociace Toronto Film Critics Association se konal dne 11. prosince 2016.

## Vítězové a nominovaní

### Nejlepší film
Moonlight
- Místo u moře
- Toni Erdmann

### Nejlepší režisér
Maren Ade – Toni Erdmann
- Damien Chazelle – La La Land
- Barry Jenkins – Moonlight

### Nejlepší scénář
Kenneth Lonegran – Místo u moře
- Maren Ade – Toni Erdmann
- Barry Jenkins a Tarell Alvin McCraney – Moonlight

### Nejlepší herec v hlavní roli
Adam Driver – Paterson
- Casey Affleck – Místo u moře
- Peter Simonischek – Toni Erdmann

### Nejlepší herečka v hlavní roli
Sandra Hüller – Toni Erdmann
- Natalie Portman – Jackie
- Isabelle Huppert – Elle
- Rebecca Hall – Christine

### Nejlepší herec ve vedlejší roli
Mahershala Ali – Moonlight
- Michael Shannon – Noční zvířata
- Ralph Fiennes – Oslněni sluncem

### Nejlepší herečka ve vedlejší roli
Michelle Williamsová – Místo u moře
- Viola Davis – Ploty
- Naomie Harris – Moonlight

### Nejlepší dokument
Za kamerou
- Požár na moři
- The Stairs

### Nejlepší cizojazyčný film
Toni Erdmann
- Elle
- Komorná

### Nejlepší animovaný film
Zootropolis: Město zvířat
- Kubo a kouzelný meč
- Červená želva

### Nejlepší první film
Robert Eggers – Čarodějnice
- Kelly Fremon – Hořkých sedmnáct
- Dan Kwan a Daniel Scheinert – Švýcarák